# Свято-Елисаветинский монастырь (Калининград)
Свято-Елисаветинский монастырь — женский монастырь Калининградской епархии Русской православной церкви, расположенный в посёлке Приозерье Славского района Калининградской области. На территории монастыря находится самый большой поклонный крест высотой 25 метров. Имеет подворье в городе Калининграде.

## История
Монастырь учрежден 11 января 2001 года по благословению митрополита Смоленского и Калининградского Кирилла.
Изначально монастырь располагался в Калининграде на ул. Полецкого, д. 24. В 2003 году была освящена первая церковь (домовая) в честь святой Великой княгини Елисаветы Фёдоровны. В этом же году было благословлено строительство храма в честь образа Пресвятой Богородицы «Утоли моя печали». По мере развития монастыря и с приходом новых послушниц, монастырь в Калининграде становится подворьем, а основной монастырский комплекс располагается в посёлке Приозерье Славского района Калининградской области.

## Современное состояние

### Основной монастырь
На территории четыре скита: в честь преподобной Марии Египетской, Ферапонта Можайского чудотворца, скит в честь трех Серафимов: Серафима Саровского, Серафима Вырицкого и Серафима (Чичагова), скит в честь Святой Равноапостольной Княгини Ольги.
Службы проходят в нескольких храмах: в честь прп. Александра Свирского, святителя Спиридона Тримифунтского, прп. Ферапонта Можайского, в честь святой преподобномученицы Елисаветы. 8 мая 2013 г. Преосвященнейшим Серафимом епископом Балтийским был освящен закладной камень храма, и 18 июля в честь 95 — летия со дня мученической кончины святой Елисаветы была совершена первая Божественная Литургия в строящемся храме. В этот же день епископом Серафимом была освящена вновь построенная галерея — музей в честь святых Царственных страстотерпцев, где выставлены также картины настоятельницы монастыря игумении Елисаветы, написанные ею самой.
В храмах имеются мощи святых: святой прмц. Великой Княгини Елисаветы, Спиридона Тримифунтского, Александра Свирского, Федора Ушакова. В храме имени Александра Свирского находится святыня, явленная в г. Калининграде в 2004 году — икона Божией Матери «Яко мы с Тобою». Большая часть икон храма св. Спиридона Тримифунтского (не включая иконостас) выполнена из бисера сестрами монастыря.
Каждое воскресенье после Божественной Литургии в монастыре совершается Чин о Панагии. Крестным ходом с пением священных текстов сестры, настоятельница и священник с панагиарием направляются в трапезную. В конце трапезы Панагию с молитвами разделяют между всеми присутствующими. Цель Чина о Панагии — единение трапезы духовной и трапезы телесной.
В монастыре есть своя страусиная ферма, павлины, фазаны и другие птицы в Парке Птиц "Приозерье".
На территории Парка Птиц открыто монастырское кафе "Илиотропион" (Подсолнечник), где паломники могут отведать монастырского чаю и не только. В кафе продаются сувениры, выполненные сестрами обители, в том числе страусиные яйца в отделке.
Открыты четыре источника, сооруженные в виде купелей: в честь иконы Божией Матери «Аз есмь с вами и никто же на вы», Иоанна Крестителя, Матроны Московской, Ксении Петербургской. В любое время года в этих купелях можно совершать омовение. В храме святителя Спиридона Тримифунтского оборудован баптистерий для крещения взрослых людей полным погружением.
Сестры трудятся в сезон на огородах монастыря, в швейном цехе, художественной мастерской, на страусиной ферме и других послушаниях. На скиту в честь Марии Египетской содержат коров, коз, овец и кур.  

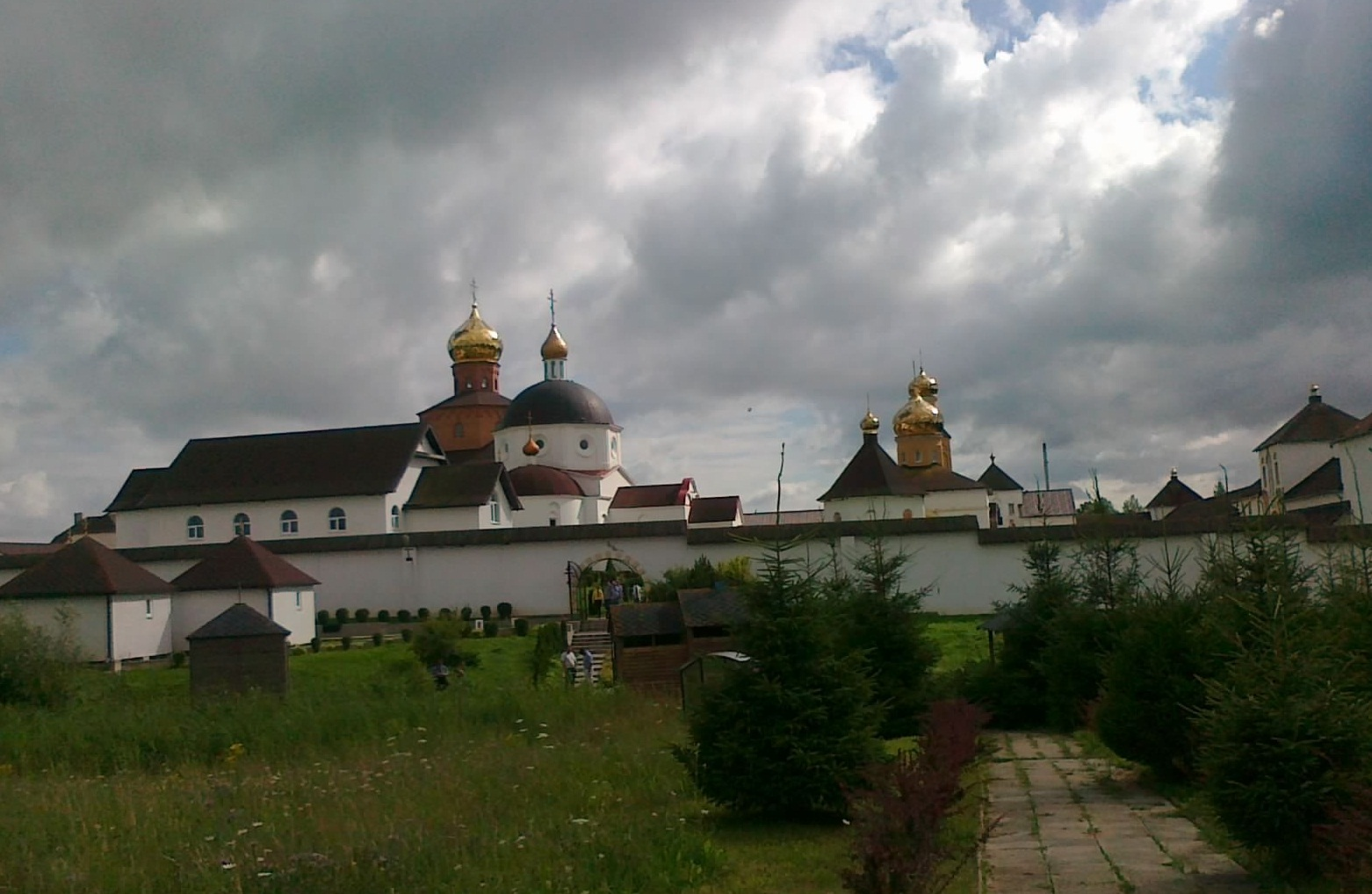
Свято-Елисаветинский монастырь (Калининградская обл.)

### Подворье монастыря
Подворье монастыря находится в Калининграде. На территории подворья расположен домовой храм в честь святой преподобномученицы Елисаветы.
В приходском храме в честь иконы Божией Матери «Утоли Моя Печали» находится рака с частицами мощей святых преподобномученицы Елисаветы и инокини Варвары, икона с частицей мощей святых Вифлеемских младенцев от Ирода убиенных. Иконостас храма выполнен в редкой технике из янтарных пластин.
Рядом с храмом с 2015 года открыта купель для окунания, освященная в честь иконы Божией Матери «Утоли Моя Печали».
Во дворе монастыря находится бревенчатая часовня-колокольня в честь преподобного Афанасия Афонского.
В центре монастырского двора расположен памятник преподобномученице Елисавете из белого мрамора и колодец с родниковой водой. В жилом корпусе подворья монастыря находятся кельи, трапезная и паломническая гостиница.